# Michael Frater
Michael Frater (* 6. Oktober 1982 im Manchester Parish) ist ein jamaikanischer Sprinter, der sich auf den 100-Meter-Lauf konzentriert.

## Karriere
Bei den Weltmeisterschaften 2003 in Paris, seinen ersten Weltmeisterschaften, schied er bereits im Viertelfinale aus. Im Jahr darauf drang er bei den Olympischen Spielen in Athen bis ins Halbfinale vor.
Den bislang größten Erfolg seiner Karriere feierte Frater bei den Weltmeisterschaften 2005 in Helsinki. Im Finale über 100 Meter gewann er in 10,05 s hinter dem US-amerikanischen Olympiasieger Justin Gatlin die Silbermedaille. Der Erfolg kam umso überraschender, als Fraters persönliche Bestzeit lediglich bei 10,03 s lag.
2008 wurde er bei den Olympischen Spielen in Peking Sechster in seiner persönlichen Bestzeit von 9,97 s. Mit der jamaikanischen 4-mal-100-Meter-Staffel in der Besetzung Nesta Carter, Frater, Usain Bolt und Asafa Powell gewann er in der Weltrekordzeit von 37,10 s olympisches Gold. Die Medaille wurde der jamaikanischen Staffel im Januar 2017 vom IOC nachträglich aberkannt, nachdem Nachtests Dopingmissbrauch bei Startläufer Carter nachgewiesen hatten.
Ein Jahr später gewann die jamaikanische 4-mal-100-Meter-Staffel in der Besetzung Steve Mullings, Michael Frater, Usain Bolt und Asafa Powell den Weltmeistertitel in 37,31 s.
Bei den Weltmeisterschaften 2011 in Daegu wurde er mit einer Zeit von 10,23 s Sechster im Halbfinale und konnte sich nicht für den Finallauf qualifizieren. Er wurde aber zusammen mit Nesta Carter, Yohan Blake und Usain Bolt Weltmeister in der 4-mal-100-Meter-Staffel. Die jamaikanische Staffelmannschaft stellte dabei mit einer Zeit von 37,04 s einen neuen Weltrekord auf. In der Gesamtwertung der Diamond League kam er 2011 auf Platz vier hinter seinen Landsleuten Powell, Blake und Carter.
Als er am 29. Juni 2012 bei den Jamaican Trials mit 9,94 s nur Vierter im Finale wurde, qualifizierte er sich zwar nicht für den Einzelstart bei Olympia, stand aber als vierter Staffelläufer für die Nationalmannschaft fest. Dort gewann er mit Bolt, Blake und Carter Gold und stellte mit 36,84 s gleichzeitig einen neuen Weltrekord auf.
Im Januar 2013 gab er bekannt, dass er von seinem Verein MVP Track & Field Club, dem er seit 2005 angehörte, und seinem Trainer Steven Francis zu dem rivalisierenden Racers Track Club und Glenn Mills wechsle, der unter anderem Usain Bolt und Yohan Blake trainiert. Als Grund dafür gab er Differenzen zwischen ihm und seinem Trainer Francis an. Gleichzeitig meldete er auch, dass er sich seit der Operation am linken Knie vom Oktober letzten Jahres gut entwickelt habe und Ende Januar wieder voll in das Training einsteigen werde. Sein Comeback verzögerte sich aber und er konnte erst im Februar 2014 sein erstes Rennen nach der Verletzung bestreiten. Sein Debüt für sein neues Team gab er bei einem 4-mal-100-Meter-Staffel-Rennen, das das Racers-Team in 38,13 s gewann.
Er war neben seiner aktiven Sportlerkarriere auch dritter Vizepräsident des jamaikanischen Leichtathletikverbandes JAAA.

## Statistiken
| Windlegale 100-Meter-Zeiten unter 10 Sekunden (Maximal legaler Wind = 2 m/s) \| Zeit (s) \| Wind (m/s) \| Datum \| Ort \| \| -------- \| ---------- \| ------------- \| -------- \| \| 9,88 \| 1,0 \| 30. Juni 2011 \| Lausanne \| \| 9,94 \| 1,1 \| 29. Juni 2012 \| Kingston \| \| 9,94 \| 1,3 \| 4. Juni 2011 \| Eugene \| \| 9,97 \| 0,0 \| 16. Aug. 2008 \| Peking \| \| 9,98 \| 0,6 \| 24. Juni 2011 \| Kingston \| \| 9,98 \| 0,9 \| 29. Aug. 2010 \| Rieti \| \| 9,98 \| 1,4 \| 7. Sep. 2008 \| Rieti \| |            |               |          |
| Zeit (s) | Wind (m/s) | Datum         | Ort      |
| 9,88 | 1,0        | 30. Juni 2011 | Lausanne |
| 9,94 | 1,1        | 29. Juni 2012 | Kingston |
| 9,94 | 1,3        | 4. Juni 2011  | Eugene   |
| 9,97 | 0,0        | 16. Aug. 2008 | Peking   |
| 9,98 | 0,6        | 24. Juni 2011 | Kingston |
| 9,98 | 0,9        | 29. Aug. 2010 | Rieti    |
| 9,98 | 1,4        | 7. Sep. 2008  | Rieti    |

## Persönliche Bestleistungen
- 60 m: 6,62 s, 14. Februar 2012, Liévin
- 100 m: 9,88 s, 30. Juni 2011, Lausanne
- 200 m: 20,63 s, 9. Mai 2002, Louisville

## Auszeichnungen
- 2008: „Weltmannschaft des Jahres“ – 4-mal-100-Meter-Staffel mit Usain Bolt, Nesta Carter und Asafa Powell (La Gazzetta dello Sport)